# مركز مقاطعة باسادينا المدنى
مركز مقاطعة باسادينا المدنى وهو الحي التاريخي في باسادينا بولاية كاليفورنيا تقريبا تحده الجوزة الخضراء والشوارع وريمون وإقليديس طرق.
بناء مركز المدنية تمويل قدره 3.5 مليون دولار من إصدار السندات في عام 1923 وكانت الشركة التي أنشأتها شركة شيكاغو بينيت، وبارسونز فروست.
والمباني في المنطقة وتشمل قاعة مدينة باسادينا، والمكتبة العامة باسادينا، باسادينا الاوديتوريوم المدني، وإدارة الشرطة في باسادينا، والمحكمة، وجمعية الشبان المسيحيين، وجمعية الشابات المسيحيات، وشركة غاز جنوب كاليفورنيا الولايات المتحدة الأمريكية ومكتب البريد.

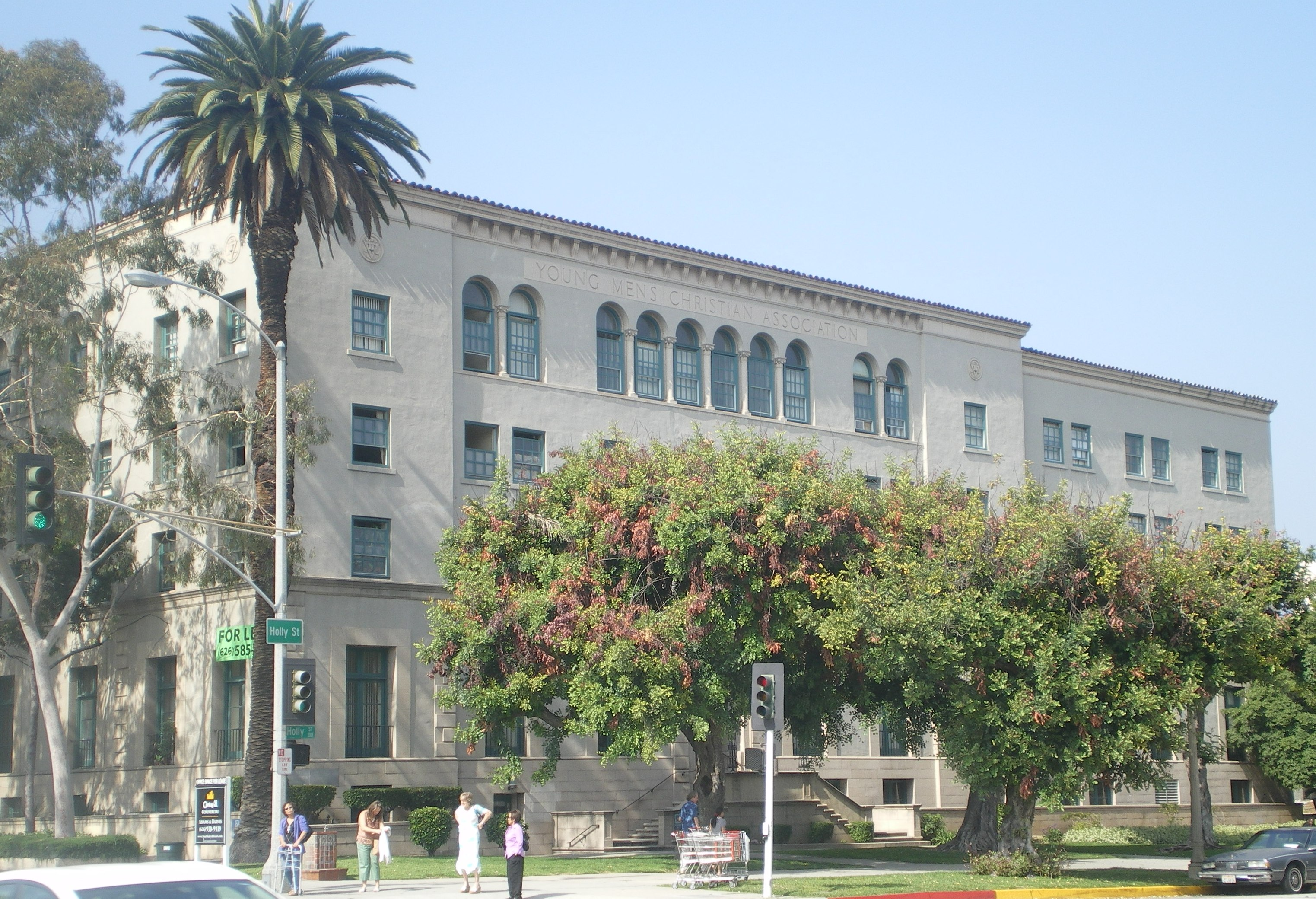
YMCA Building, aka Centennial Place
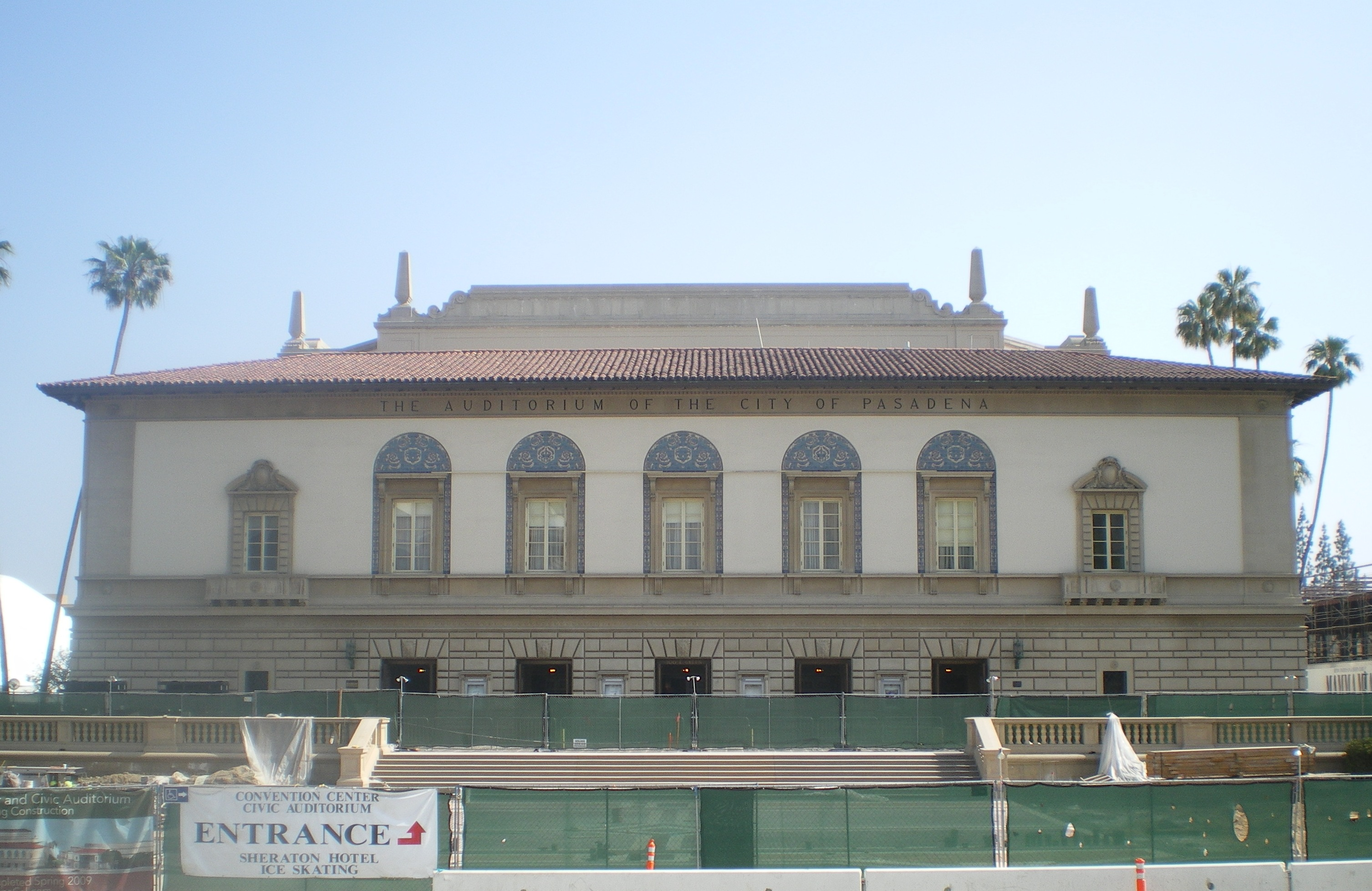
Pasadena Civic Auditorium
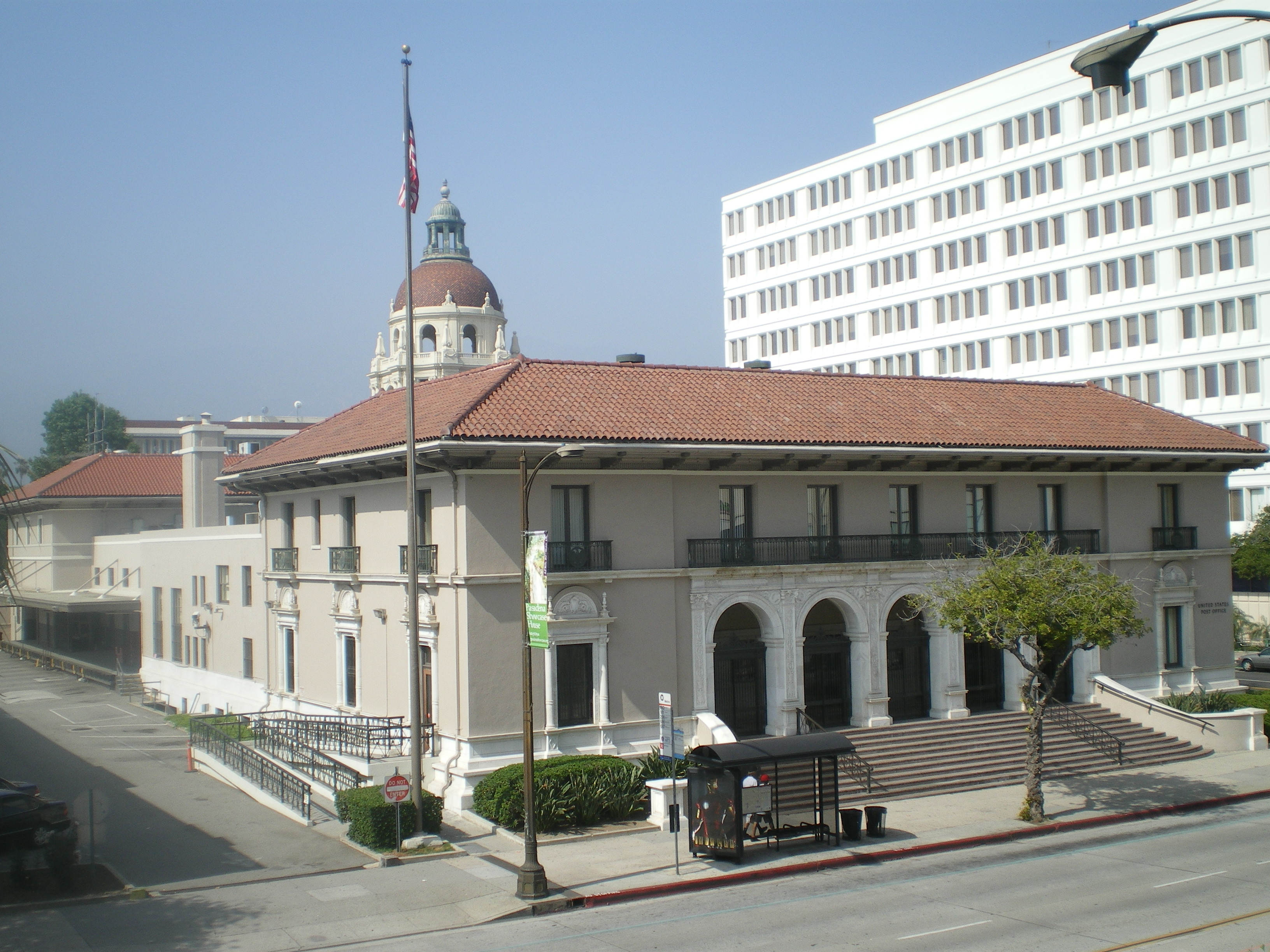
Pasadena Post Office
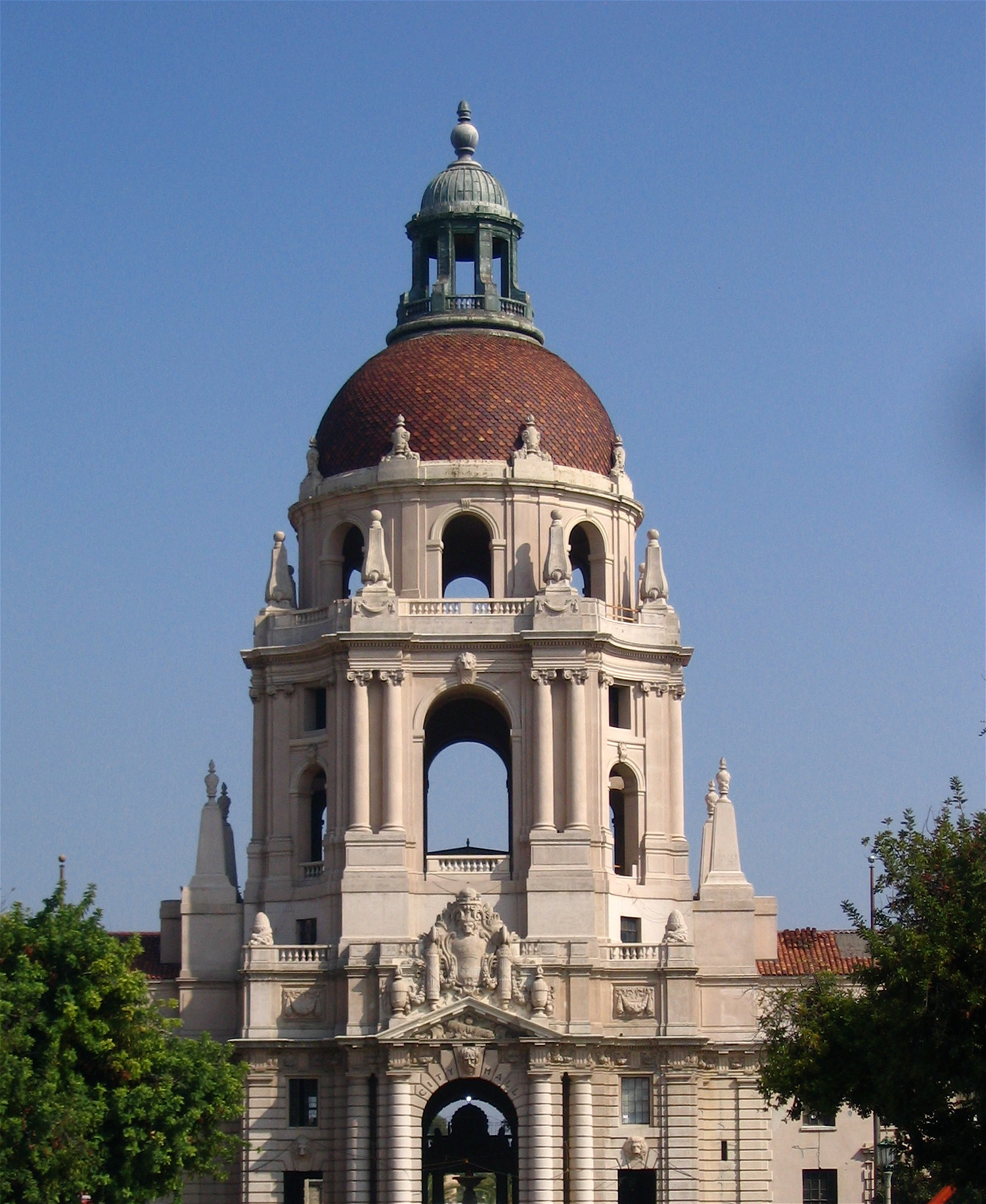
Pasadena City Hall